# László Polgár
|  | Aquest article tracta sobre el psicòleg hongarès. Si cerqueu el cantant d'òpera hongarès, vegeu «László Polgár (cantant)». |

László Polgár (Gyöngyös, 11 de maig de 1946) és un mestre d'escacs i psicòleg educatiu hongarès. És el pare de les famoses germanes Polgar: Zsuzsa, Zsófia, i Judit, a les que va convertir en prodigis dels escacs.
És considerat un pioner teòric en la criança dels fills. Així, les seves filles van ser part d'un experiment pedagògic consistent en demostrar que qualsevol infant pot arribar a assolir èxits excepcionals. El més important és que s'entreni en una matèria concreta des d'una edat primerenca. La seva tesi era "Els genis no neixen, es fan". Abans que tingués fills László va escriure un llibre titulat Bring Up Genius! (cria genis) i més tard va educar les seves filles d'acord amb els preceptes explicats en aquest llibre. Al llibre demanava una dona disposada a dur a terme l'experiment. A la petició va acudir Klara, una mestra d'escola que vivia en un enclavament de parla hongaresa d'Ucraïna. Ell i la seva dona Klara van educar les seves tres filles a casa. László mai va voler que les seves filles juguessin en campionats femenins, sinó que des de petites les inscrivia en els masculins. László també va ensenyar a les seves filles l'idioma internacional esperanto, llengua en la qual ha publicat diversos llibres.

## Obres
- Nevelj zsenit! (Bring Up Genius!), 1989 (ISBN 963-01-9976-9)
- Minichess, 1995 (ISBN 963-450-805-7)
- Chess: 5334 Problems, Combinations, and Games, 1994 (ISBN 1-884822-31-2)
- Chess: Reform Chess, 1997 (ISBN 3-89508-226-0)
- Chess: Middlegames, 1998 (ISBN 3-89508-683-5)
- Chess: Endgames, 1999 (ISBN 3-8290-0507-5)
- Királynők és királyok. Sakk, Szerelem, Szex, 2004 (ISBN 963-216-008-8)
- Salom haver: Zsidó származású magyar sakkozók antológiája, 2004 (ISBN 963-214-570-4)
- PeCHESS ember elCHESSte, 2004 (ISBN 963-86531-1-6)
- Polgar Superstar Chess, 2004 (ISBN 963-216-009-6)
- Polgar Superstar Chess II, 2005 (ISBN 963-86531-4-0)
- I Love Superstar Chess, 2005 (ISBN 963-86738-5-0)
- Hatágú csillag. Sakk, képzőművészet és humor, 2005 (ISBN 963-86531-5-9)
- Biztonság. Sakk és humor, 2005 (ISBN 963-86531-9-1)
- Knight, 2005 (ISBN 963-86738-2-6)
- Queens, 2005 (ISBN 963-86738-0-X)
- Blanka: Miniaturaj ŝakproblemoj (White: Miniature chess problems), 2005 (ISBN 963-86531-7-5)
- Sakkmat (t) ek. Sakk, matematika, humor, 2005 (ISBN 963-86531-6-7)
- Eszperantó és sakk (Chess in Esperanto), 2006 (ISBN 963-86738-7-7)
- La stelita stel', 2006 (ISBN 963-87042-0-9)